# Motional Feedback
Motional Feedback (MFB) is een actief highfidelity luidsprekersysteem, dat werd ontwikkeld door Philips in het midden van de jaren zeventig. 

Een luidsprekersysteem, waarin de lagetonenluidspreker een tegenkoppelsignaal afgeeft aan de ingebouwde versterker, door middel van een op de conus gemonteerde keramische opnemer. Dit is mogelijk omdat onder 500 Hz de conus isofazisch, als één stijf geheel trilt. Het uitgangssignaal wordt via de ingebouwde versterker elektronisch gecorrigeerd, waardoor het afgestraalde geluid een nauwkeurige kopie is van het aangeboden audiosignaal.

Hiermee wordt niet alleen de vervorming, zoals resonantie en de vervorming van de conusophanging, in de luidspreker gecorrigeerd, maar ook het akoestische gedrag van de luidsprekerbehuizing én dat van de luisterruimte, waar het luidsprekersysteem is geplaatst, wordt via de conus opnemer aan het tegenkoppelsignaal toegevoegd en aldus gecorrigeerd.
Andere soorten van vervorming van het geluid zijn: Kleuring van plotselinge inzetten, pulsachtige geluiden, door resonantie van het systeem en daarnaast speelt de niet-lineaire samendrukbaarheid van de lucht in een kleine luidsprekerbehuizing een rol.
Een luidsprekersysteem dat als voorloper van de Motional Feedbacksystemen kan worden beschouwd, is het eerder door Philips ontwikkelde gedempt luidsprekersysteem. Hierin wordt de demping van de luidspreker niet met behulp van elektronica gerealiseerd, maar met akoestisch/mechanische middelen.
Ofschoon er eerder met Motional Feedbacktechnologie werd geëxperimenteerd, onder andere door Panasonic in de jaren zestig, was Philips  het eerste bedrijf dat succesvol een werkend prototype bouwde en creëerde vervolgens een commerciële productielijn van deze luidsprekersystemen.

## Werkingsprincipe
Hier volgt een korte toelichting van het werkingsprincipe van het motionalfeedbacksysteem, dat op versnellingstegenkoppeling en snelheidstegenkoppeling berust. Eerst wordt aan de hand van de bewegingsvergelijking deze typen tegenkoppelingen toegelicht, vervolgens wordt via een blokschema de werking van de toegepaste elektronische schakeling uitgelegd.

### Luidspreker bewegingsvergelijking
De luidspreker, waaronder de conus met spreekspoel en de conusophanging, is bij lage tonen op te vatten als een veer-massasysteem dat kan oscilleren, of resoneren, bij een bepaalde frequentie.
 
Voor dit veer-massasysteem geldt de bewegingsvergelijking:
{\displaystyle m{\frac {d^{2}x(t)}{dt^{2}}}+r{\frac {dx(t)}{dt}}+sx(t)=F(t)}
| {\displaystyle F(t)} | – momentane kracht op de conus en spreekspoel |
| {\displaystyle x}    | – momentane uitwijking uit de evenwichtstand  |
| {\displaystyle m}    | – massa van conus en spreekspoel              |
| {\displaystyle r}    | – de wrijvingsweerstand                       |
| {\displaystyle s}    | – veerconstante (of compliantie)              |
van een dergelijk systeem is de resonantiefrequentie:
{\displaystyle \quad f_{0}={\frac {1}{2\pi }}{\sqrt {\frac {s}{m}}}}
en de kwaliteitsfactor (mate van opslingering door resonantie):
{\displaystyle \quad Q_{0}=\omega _{0}{\frac {m}{r}}={\frac {\sqrt {ms}}{r}}}
| {\displaystyle f_{0}\quad } | – resonantiefrequentie |
| {\displaystyle Q_{0}\quad } | – kwaliteitsfactor     |

### Versnellingstegenkoppeling
Wordt versnellingstegenkoppeling toegepast, dan wordt de hiermee evenredige kracht verminderd met een term die evenredig is met {\displaystyle {\frac {d^{2}x(t)}{dt^{2}}}}

Noemen we de evenredigheidsfactor {\displaystyle m'} dan wordt de bewegingsvergelijking:
{\displaystyle m{\frac {d^{2}x(t)}{dt^{2}}}+r{\frac {dx(t)}{dt}}+sx(t)=F(t)-m'{\frac {d^{2}x(t)}{dt^{2}}}}
of
{\displaystyle (m+m'){\frac {d^{2}x(t)}{dt^{2}}}+r{\frac {dx(t)}{dt}}+sx(t)=F(t)}
De massa is dus schijnbaar toegenomen. Hierdoor wordt de resonantiefrekwentie lager en de kwaliteitsfactor (opslingering) hoger. 

{\displaystyle \quad f_{0}={\frac {1}{2\pi }}{\sqrt {\frac {s}{m+m'}}}\quad Q_{0}={\frac {\sqrt {(m+m')s}}{r}}}

### Snelheidstegenkoppeling
Wordt naast versnellingstegenkoppeling ook snelheidstegenkoppeling toegepast, wordt de hiermee evenredige kracht verminderd met een term  evenredig met {\displaystyle {\frac {dx(t)}{dt}}}

Noemen we de evenredigheidsfactor {\displaystyle r'} dan wordt de bewegingsvergelijking:
{\displaystyle (m+m'){\frac {d^{2}x(t)}{dt^{2}}}+r{\frac {dx(t)}{dt}}+sx(t)=F(t)-r'{\frac {dx(t)}{dt}}}
of
{\displaystyle (m+m'){\frac {d^{2}x(t)}{dt^{2}}}+(r+r'){\frac {dx(t)}{dt}}+sx(t)=F(t)}
De dempingsweerstand is dus schijnbaar toegenomen. Hierdoor wordt resonantiefrequentie niet veranderd, maar de opslingering door resonantie (kwaliteitsfactor) is verlaagd.
{\displaystyle \quad Q_{0}={\frac {\sqrt {(m+m')s}}{r+r'}}}

### Blokschema elektronica
In het blokdiagram zijn de volgende componenten afgebeeld:
| A   | – versterker van het audiosignaal            |
| L   | – luidspreker (woofer)                       |
| P   | – versnellingsopnemer (op conus)             |
| A'  | – versterker van signaal versnellingsopnemer |
| Int | – integrator met regelaar q                  |
| F1  | – laagdoorlaatfilter met regelaar p          |
Bij lage tonen is de opgewekte geluidsdruk evenredig met de versnelling van de conus. Het signaal van de versnellingsopnemer P is een elektrische afbeelding van de versnelling van de luidspreker conus. Door dit signaal terug te koppelen, via F1, wordt de versnelling van de conus onafhankelijk van de frequentie en is de amplitudekarakteristiek in het lagetonengebied vlak. De (verlaagde) resonantie piek blijft echter zichtbaar en hoorbaar.

De integrator Int is nodig om uit het versnellingssignaal de snelheidscomponent van de luidsprekerconusbeweging te bepalen.
De algemene formule voor berekening van de snelheid uit de versnelling is: {\displaystyle v(t)=v_{0}+\int _{0}^{t}a(t)\mathrm {\,} {\rm {d}}t}
waarin
| {\displaystyle v(t)}  | – momentane snelheid van de conus    |
| {\displaystyle v_{0}} | – conussnelheid op t=0               |
| {\displaystyle a(t)}  | – momentane versnelling van de conus |
Door het snelheidssignaal terug te koppelen, wordt langs elektronische weg wrijving geïntroduceerd die de kwaliteitsfactor (opslingering) van het veer-massasysteem van de conus dempt.

F1 het laag doorlaat filter is nodig, om de bewegingstegenkoppeling alleen voor het lagetonengebied actief te laten zijn. Bij hogere frequenties wordt het motionalfeedbacksysteem instabiel, door dat de conus bij frequenties > 500 Hz niet meer als één stijf geheel trilt, maar opbreekt. De kantelfrequentie ligt bij 600 Hz.
Gedetailleerde uitleg met berekeningen en formules staan in de Philipspublicaties. Zie Externe links

Externe link 6 is de Nederlandse uitgave en link 7 is de Engelse publicatie.

## Afbeeldingen van type MFB luidsprekerboxen

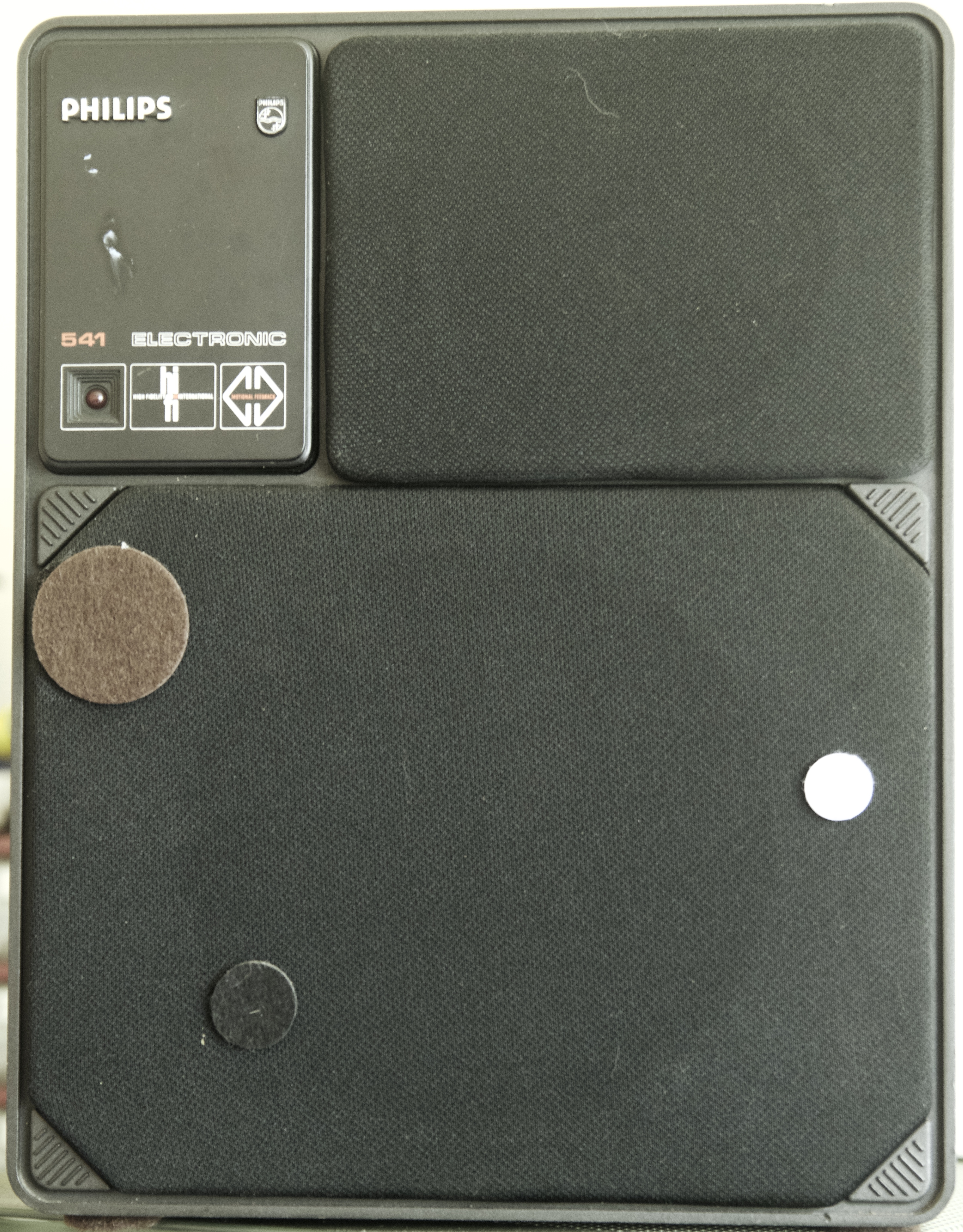
22RH541
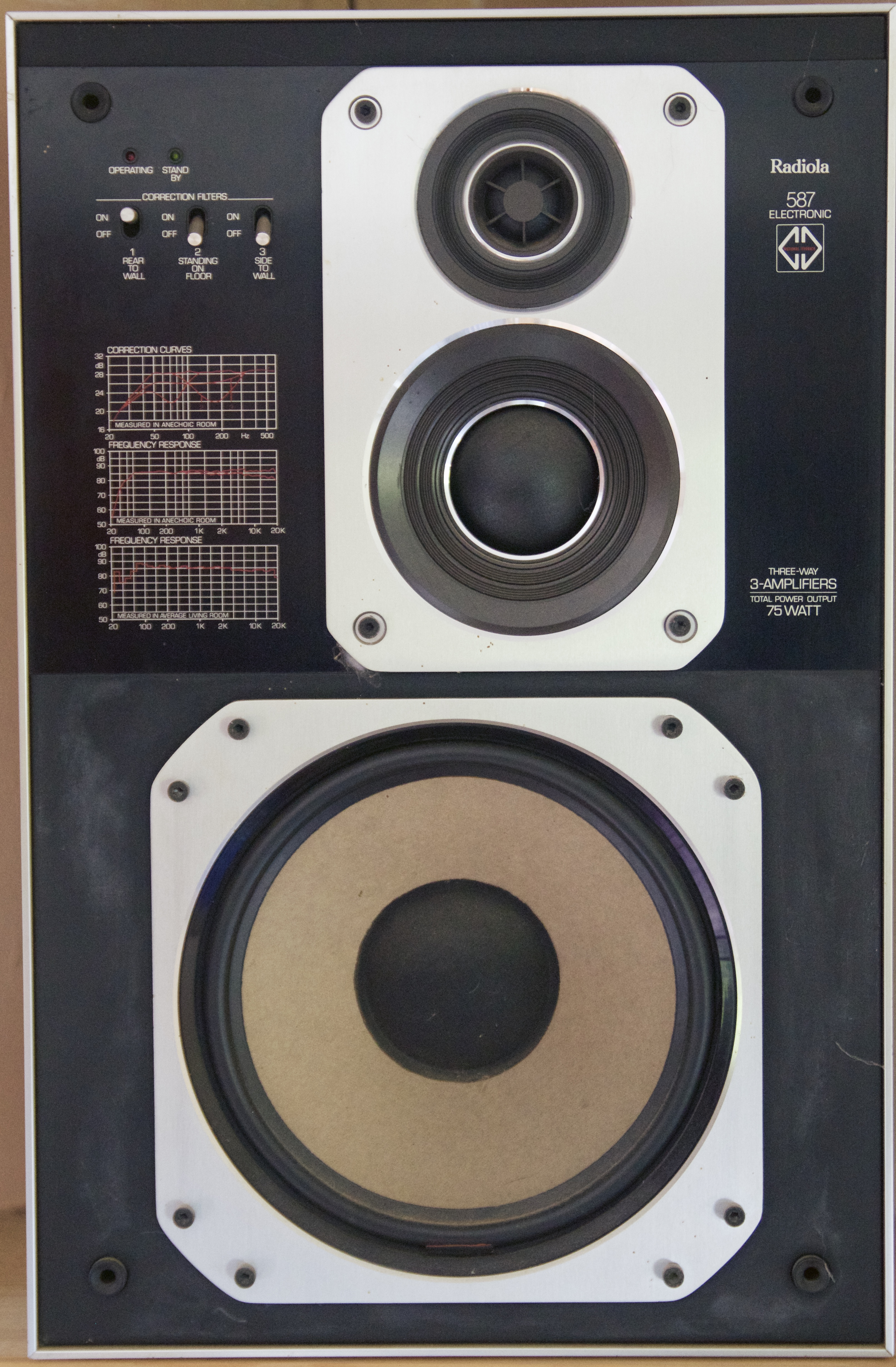
22AH587
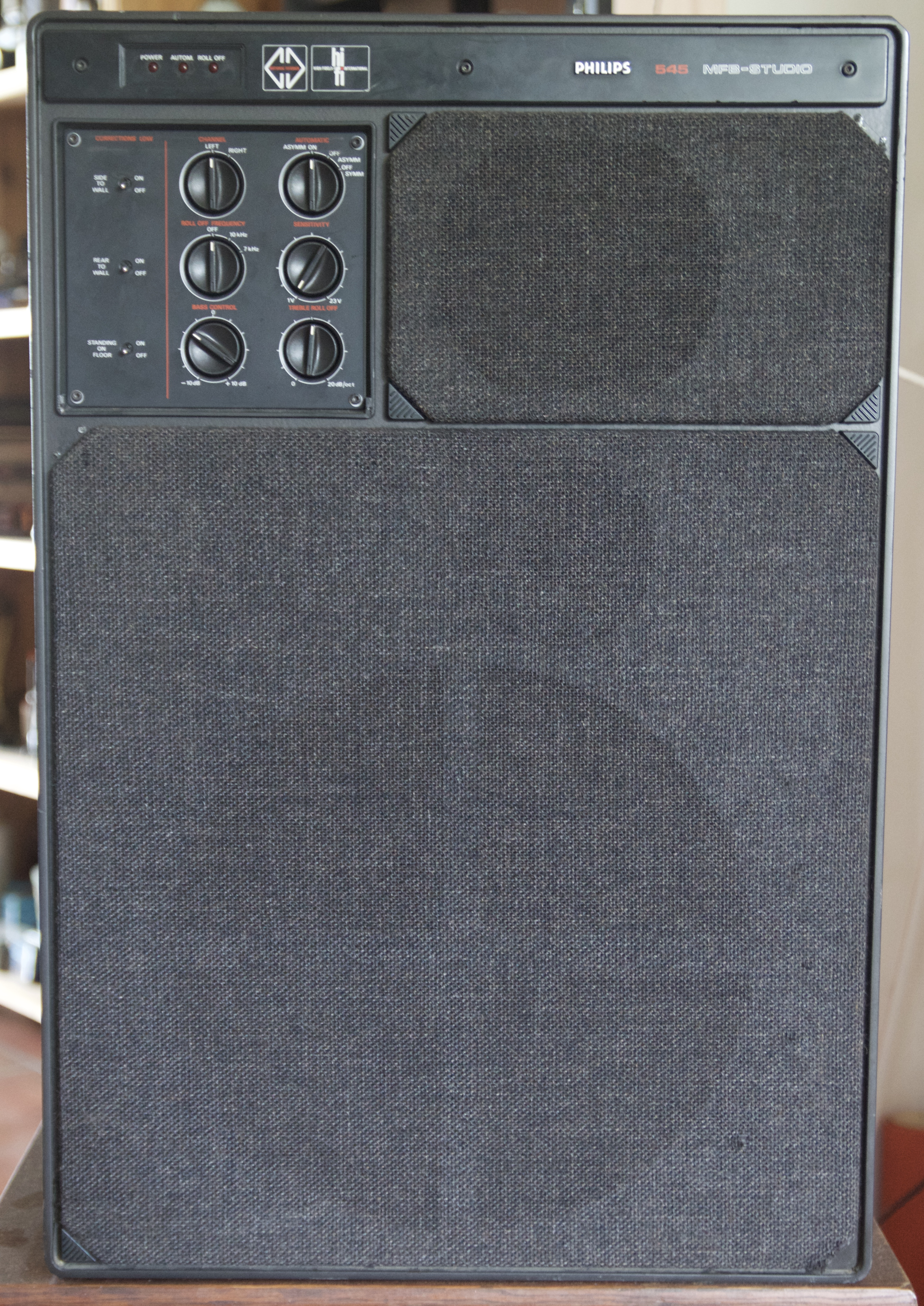
22RH545

## Huidige motional feedback systemen
Het principe van Motional Feedback is, na het stoppen van de Philips productie van dit type luidsprekers begin jaren '80 vorige eeuw, een lange tijd niet meer toegepast. Recentelijk zijn drie Nederlandse bedrijven begonnen dit principe weer toe te passen. Het bedrijf Piratelogic maakt versnelleropnemers t.b.v. kleine MFB luidsprekers, waar versnelleropnemers zijn geïntegreerd. Een bedrijf dat deze luidsprekers inclusief versterkers in luidsprekerkasten plaatst is Servolabs. Een voorbeeld van een luidspreker van dit bedrijf is de Little/One, een zeer compacte studio monitor, raadpleeg voor meer info deze hifi.nl review.